# Rolf och Lilian Falkenland
Rolf och Lilian Falkenland är författare till flera svenska läroböcker i framförallt svenska. Deras böcker har använts av svenska skolor i flera generationer.